# 中原军区旧址
中原军区旧址，位于中华人民共和国湖北省孝感市大悟县宣化店镇，包括中原军区司令部旧址、周恩来与美蒋代表谈判旧址、中原军区大会场旧址、中原军区首长旧居等建筑，是全国重点文物保护单位。
抗日战争胜利后，中共中央命令王树声率领的河南嵩岳军区部队南下，王震、王首道率领的八路军南下支队（第359旅）自粤北返，于1945年10月24日在桐柏山区的唐河县与新四军第五师会合。1945年10月30日，成立中共中央中原局，并组建中原军区，郑位三任中原局代理书记兼中原军区政委，李先念任中原军区司令员，王树声任副司令员，王震任副司令员兼参谋长，王首道任副政委兼政治部主任。中原军区部队主力于12月17日开始向平汉铁路以东转移。1946年1月上旬，中原部队进至光山以南、礼山以北地区的宣化店，1月8日中原局、中原军区司令部进驻此处。1946年6月下旬，国军集结30万兵力，以宣化店地区为目标，发动全面进攻。6月26日，中原局、中原军区分路进行突围。
| 名称                     | 地址                                 | 坐标 | 图片 | 说明 |
| ------------------------ | ------------------------------------ | ---- | ---- | --- |
| 中原军区司令部旧址       | 宣化店南端                           |      |      | 清代建筑，原为宣化店商会公寓，土地革命时期为鄂豫皖边区罗山县苏维埃政府。坐西向东，占地面积621平方米，建筑面积463平方米。                                                                  |
| 周恩来与美蒋代表谈判旧址 | 竹竿河西岸                           |      |      | 原为湖北会馆。建于清道光元年(1821年)，坐北朝南，两进五间。1946年5月周恩来偕同中原军区司令员李先念与美国代表白鲁德、国民党方面代表徐永昌的代理人王天鸣在这里进行了举世闻名的“宣化店谈判”。 |
| 中原军区大会场旧址       | 中原军区司令部旧址南80米             |      |      | 清末商家所建，坐东向西，砖木结构，两层楼房，两进一天井，面阔五间。1946年元月至6月底，中原地区党政军首脑机关经常在此召开重要会议。                                                         |
| 中原军区首长旧居         | 中原军区司令部旧址南60米，竹竿河东岸 |      |      | 坐东向西，两进一天井，面阔三间，深进二间。1946年元月至6月，郑位三、李先念、任质斌等首长一直住在这里。董必武和周恩来到宣化店时也住在这里。                                                 |

## 文物保护情况
1981年12月30日，其子项“中原军区司令部旧址”“周恩来同志一九四六年与美蒋代表谈判旧址”分别以“中原军区司令部旧址”、“周恩来同志与美蒋代表谈判旧址”的名义被湖北省人民政府列为第二批湖北省文物保护单位；2002年11月7日，其子项“中原军区旧址之大会场旧址、中原军区首长旧居”以“中原军区首长旧址、大会场”的名义被湖北省人民政府列为第四批湖北省文物保护单位；2006年5月25日，以“中原军区旧址”的名义被中华人民共和国国务院列为第六批全国重点文物保护单位。
其作为文物的保护范围和建设控制地带分别为：
中原军区司令部旧址：
保护范围：中原军区司令部旧址及周围一定范围。四至：以旧址外墙为界，四周向外延伸10米。
建设控制地带：以保护范围四至为界，四周向外延伸30米。
中原军区旧址之大会场旧址、中原军区首长旧居：
保护范围：中原军区旧址之大会场旧址、中原军区首长旧居及周围一定范围。四至：东面至旧址东墙以外10米，西面至旧址西墙以外10米，南面至大会场旧址南墙以外10米，北面至中原军区首长旧居北墙以外10米。
建设控制地带：以保护范围四至为界，四周向外延伸30米。
周恩来同志一九四六年与美蒋代表谈判旧址：
保护范围：周恩来同志一九四六年与美蒋代表谈判旧址及周围一定范围。四至：以旧址外墙为界，四周向外延伸10米。
建设控制地带：以保护范围四至为界，四周各向外延伸30米。